# Stéphane Auvray
Stéphane Auvray (Les Abymes, Isla de Guadalupe, 4 de septiembre de 1981) es un exfutbolista y entrenador de fútbol de Isla de Guadalupe que jugaba en la posición de centrocampista. Actualmente es el entrenador de Saint Martin.

## Carrera

### Club
| Periodo   | Club                 |
| --------- | -------------------- |
| 1999-2001 | SM Caen B            |
| 2001-2002 | US Changé            |
| 2002–2004 | GSI Pontivy          |
| 2004–2009 | Vannes OC            |
| 2009      | Nîmes Olympique      |
| 2010-2011 | Sporting Kansas City |
| 2011      | New York Red Bulls   |
| 2012-2013 | Brunei DPMM FC       |

### Selección nacional
Debutó con Guadalupe en la Copa de Oro de la Concacaf 2007 ante Haití y su primer gol internacional lo anotó el 9 de julio de 2009 en la victoria por 2-0 sobre Nicaragua en la Copa de Oro de la Concacaf 2009. Jugó en 26 ocasiones con la selección nacional y anotó dos goles hasta su retiro internacional en 2012.
| N.º | Fecha                 | Sede                                            | Rival       | Marcador | Resultado | Torneo                                        |
| --- | --------------------- | ----------------------------------------------- | ----------- | -------- | --------- | --------------------------------------------- |
| 1   | 9 de julio de 2009    | Reliant Stadium, Houston, Texas, Estados Unidos | Nicaragua   | 1–0      | 2–0       | Copa de Oro de la Concacaf 2009               |
| 2   | 24 de octubre de 2010 | Grenada National Stadium, St. George's, Grenada | Puerto Rico | 3–2      | 3–2       | Clasificación para la Copa del Caribe de 2010 |

### Entrenador
| Periodo | Club         |
| ------- | ------------ |
| 2019-   | Saint-Martin |

## Vida personal
Auvray está casado con una mujer de Trinidad y Tobago. Su hijo Kaïlé Auvray también es futbolista y representa a Trinidad y Tobago.

## Logros
- Equipo Ideal de la Copa de Oro de la Concacaf 2009[3]